# لدبوری
latitudeلدبوریlongitudeلدبوری
لدبوری (به انگلیسی: Ledbury) یک شهرک در بریتانیا است که در انگلستان واقع شده‌است.

## خصوصیات
لدبوری ۹٬۹۰۰ نفر جمعیت دارد.